# Schienenbonus
Als Schienenbonus sind im Verkehrswesen unterschiedliche Sachverhalte bekannt. Zum einen wird so eine Berechnungsmethode bei der Bewertung von Verkehrslärm bezeichnet, die unter der Annahme einer geringeren Lästigkeit von Schienenverkehrslärm diesen im Vergleich mit dem Straßenverkehr etwas besser stellt bzw. stellte. Zum anderen wird oder wurde als Schienenbonus die Annahme einer höheren Akzeptanz schienengebundener Verkehrsmittel durch die Fahrgäste im Vergleich zu Bussystemen bei ansonsten gleichen Angebotsparametern bezeichnet.

## Verkehrslärmrecht

### Deutschland
Nach der Verkehrslärmschutzverordnung (16. BImSchV) von 1990 wurde bei der Berechnung des Beurteilungspegels für Schienenverkehr noch ein um 5 dB(A) niedrigerer Wert angesetzt als beim Straßenverkehr. Damit waren Lärmschutzmaßnahmen an Schienenwegen im Vergleich zum Straßenverkehrslärm erst dann gesetzlich vorgeschrieben, wenn der Beurteilungspegel um 5 dB(A) höher liegt.
Bei der Planung der ersten Neubaustrecken des Hochgeschwindigkeitsverkehrs wurde Ende der 1970er Jahre von der damaligen Deutschen Bundesbahn sogar ein Schienenbonus in pauschaler Höhe von 10 dB zur Anwendung gebracht. Dem Korrekturwert von 5 dB lag unter anderem eine Feldstudie von Ende 1970er / Anfang der 1980er Jahre zu Grunde. Rangierbahnhöfe und vergleichbare Anlagen waren vom Schienenbonus ausgeschlossen.
In der Feldstudie sowie in weiteren Untersuchungen aus den Jahren zwischen 1970 und 2000 wurde jeweils die Lästigkeit (als psychologische Störwirkung) des Jahres-Mittelungspegels von Schienen-Verkehrslärm mit dem von Straßen-Verkehrslärm verglichen. Unter der Annahme einer linearen Abhängigkeit zwischen einerseits dem energetischen Mittel aus Verkehrslärm und den Lärmpausen und andererseits der Lästigkeit von Verkehrslärm wurde ermittelt, dass bei Werten oberhalb einer Stressgrenze (Jahres-Mittelungspegel von 60 dB(A)) Schienenlärm gegenüber Straßenverkehrslärm als weniger lästig empfunden werde, wobei diese Wirkung bei niedrigeren Lärmpegeln zum Teil wieder aufgehoben werde. Unter der Annahme anderer mathematischer Abhängigkeiten kann ein Schienenbonus jedoch nicht als gerechtfertigt anerkannt werden. Da insbesondere bei Schienenverkehrslärm von Güterzügen eine Differenz zwischen den einzelnen, stark streuenden Vorbeifahrpegeln und dem Jahres-Mittelungspegel besteht, kann die oben genannte lineare Abhängigkeit nicht mehr bestätigt werden.
Der Bundesgesetzgeber gelangte im Jahr 2012 zu der Auffassung, dass der Schienenbonus auf veralteten sozialwissenschaftlichen Studien aus den 1970er/-80er Jahren beruhe. Durch das 11. Gesetz zur Änderung des BImSchG vom 2. Juli 2013 wurde der Schienenbonus in der Lärmbeurteilung daher abgeschafft: „Zusammenfassend bedeutet dies, dass der Schienenbonus in Form des Abschlags von 5 Dezibel (A) bei der Berechnung des Lärm-Beurteilungspegels bei Schienenwegen ab dem 1.Januar 2015 und bei Straßenbahnen ab dem 1. Januar 2019 keine Anwendung mehr findet.“ Im Einklang mit der bundesgesetzlichen Regelung findet der Schienenbonus für die Berechnung des Lärm-Beurteilungspegels auch nach der 16. BImSchV ab den jeweiligen Stichtagen keine Anwendung mehr. 2018 bestätigte der Wissenschaftliche Dienst des Bundestages, dass der „Schienenbonus … vollständig abgeschafft wurde“.

### Schweiz
In der Schweiz beträgt die Pegelkorrektur für Eisenbahnlärm nach der Lärmschutzverordnung (LSV) von 1986 beim Fahrlärm zwischen −5 und −15 dB (Anhang 4, Ziff. 33 LSV). Die Höhe der Korrektur hängt von der Verkehrsdichte ab. Je mehr Verkehr herrscht während des Beobachtungszeitraums, desto geringer fällt der Abzug aus. Für Rangierlärm gibt es Pegelkorrekturen zwischen 0 und +4 dB. Diese Korrekturen sind positiv, es werden also Zuschläge zum gemessenen Pegel gemacht. Die Festlegung dieser Pegelkorrekturen für Fahr- und Rangierlärm basiert auf einer 1980 publizierten Studie.
Im Dezember 2021 hat die Eidgenössische Kommission für Lärmbekämpfung (EKLB) einen Bericht veröffentlicht, der auch für die Schweiz die Abschaffung der Pegelkorrektur für Eisenbahnlärm fordert. Die EKLB begründet dies mit neueren Studien zu den gesundheitlichen Auswirkungen von Lärmimmissionen. Der Entscheid zur Abschaffung oder Modifizierung der aktuell gültigen Pegelkorrekturen steht noch aus.

### Österreich
In Österreich beträgt der Schienenbonus 5 dB (Schienenverkehrslärm-Immissionsschutzverordnung).

## Akzeptanz schienengebundener Verkehrsmittel
Der Begriff des Schienenbonus wird auch im Zusammenhang mit Überlegungen zur besseren Akzeptanz schienengebundener Verkehrsmittel im Öffentlichen Personennahverkehr im Vergleich mit Omnibussen verwendet. So stiegen die Fahrgastzahlen in mehreren Fällen bei der Umstellung von Bus auf Straßenbahn, während Fahrzeit, Takt und Streckenführung identisch blieben. Gründe für diesen Effekt sind vermutlich ein höherer empfundener Fahrkomfort und eine bessere Sichtbarkeit des Verkehrsangebots im Stadtbild.
Weit mehr mögliche Vorteile führte schon 2004 Tilo Schumann an, und zwar sowohl Vorteile des Busverkehrs gegenüber dem Schienenverkehr als auch umgekehrt.
Die Haushalts- und Wirtschaftsprüfer der US-Regierung (U.S. GAO – in etwa vergleichbar mit dem Bundesrechnungshof) waren 2001 dagegen zu der Einschätzung gelangt, die Forschung habe keinen Akzeptanzvorteil bzw. kein Akzeptanzvorurteil festgestellt: “While transit officials noted a public bias toward Light Rail, research has found that riders have no preference for rail over bus when service characteristics are equal.”